# Gunnar Staalesen
Gunnar Staalesen (født 19. oktober 1947 i Bergen) er en norsk forfatter, især kendt for flere kriminalromaner om detektiven Varg Veum og Bergen-trilogien. I Norge har Staalesen desuden udgivet flere digtsamlinger samt skrevet dramatik til teatre og radio/TV. Staalesen er uddannet cand. philol. fra Universitetet i Bergen med fagene engelsk, fransk og litteraturvidenskab. Han har arbejdet som informationssekretær ved Den Nationale Scene.

## Dansk bibliografi
- I mørke er alle ulve grå (Varg Veum, 5) (Vindrose, 1984)
- Manden med de to ansigter (Varg Veum, 1) (Vindrose, 1985)
- Kvinden i køleskabet (Varg Veum, 4) (Vindrose, 1986)
- Sorte får (Varg Veum, 6) (Vindrose, 1988)
- Faldne engle (Varg Veum, 7) (Vindrose, 1990)
- Bitre blomster (Varg Veum, 8) (Vindrose, 1992)
- Vikingskattens hemmelighed (Borgen, 1992)
- Vikingskattens forbandelse (Borgen, 1993)
- Død mand sladrer ikke (Varg Veum, 9) (Vindrose, 1994)
- Vintermassakren : en Varg Veum novelle (Pinkerton, 1994)
- Vikingskattens vogtere (Borgen, 1996)
- Skriften på væggen (Varg Veum, 10) (Vindrose, 1996)
- 1900 Morgenrøde (Bergen-trilogien, 1) (Vindrose, 1998)
- 1950 High Noon (Bergen-trilogien, 2) (Vindrose, 1999)
- 1999 Aftensang (Bergen-trilogien, 3) (Vindrose, 2001)
- Som i et spejl (Varg Veum, 11) (Vindrose, 2003)
- Ansigt til ansigt (Varg Veum, 12) (Vindrose, 2004)
- Din til døden (Varg Veum, 2) (Vindrose, 2006)
- Tornerose sov i hundrede år (Varg Veum, 3) (Vindrose, 2007)
- Forfulgt af død (Varg Veum, 13) (Vindrose, 2007)
- Kolde hjerter (Varg Veum, 14) (Vindrose, 2009)
- Vi skal høste vinden (Varg Veum, 15) (Vindrose, 2012)
- Der hvor roser aldrig dør (Varg Veum, 16) (Gyldendal, 2013)

## Ekstern henvisning
- Gunnar Staalesen på Internet Movie Database (engelsk)
- Gunnar Staalesen på The Movie Database (engelsk)
- * Officiel hjemmeside